# 성비 불균형
성비 불균형(영어: human sex ratio, gender imbalance)은 성의 불평등 등으로 인해 전체 인구나 특정 직종, 계층의 성비에 불균형이 발생한 것을 말한다. 남자가 여자보다 더 많을 경우엔 남초, 여자가 남자보다 더 많을 경우엔 여초라고 부른다.